# Gil Jourdan et les Fantômes
Gil Jourdan et les Fantômes est la vingt-deuxième histoire de la série Gil Jourdan de Maurice Tillieux et Gos. Elle est publiée pour la première fois du no 1727 au no 1744 du journal Spirou. Puis est publiée sous forme d'album en 1972.

## Univers

### Synopsis
De passage en Normandie pour clore une enquête, Gil Jourdan et Libellule font la connaissance d'un ferrailleur, Tino Blampain, qui a récemment perdu son frère Marcel, démineur. Celui-ci affirme qu'il a vu dans le bocage son frère, mais que celui-ci ne l'a pas reconnu et s'est enfui. Intrigués, Jourdan et Libellule se joignent à Tino pour comprendre toute l'histoire.
Marcel, après avoir disparu quelques jours auparavant, était réapparu sans souvenir de sa disparition. Il avait repris son travail avec son frère, et s'apprêtait à désamorcer une bombe de la dernière guerre lorsqu'une explosion le fit disparaître. Sans pouvoir retrouver de corps, la force de l'explosion ayant pu l'annihiler, Marcel fut déclaré mort par la gendarmerie. Tandis que Jourdan enquête auprès de cette dernière, Libellule préfère se promener là où Marcel disparut la première fois : près des falaises, d'anciens blockhaus allemands ont été rachetés par une société américaine, qui a grillagé entièrement le terrain. Cet obstacle n'arrête toutefois pas l'ancien cambrioleur, qui s'introduit dans les installations, fort bien rénovées. Il tombe dans un laboratoire ultra sophistiqué, employant robots et installations dernier cri. Malheureusement pour lui, il est aussitôt neutralisé et capturé par le système de défense du site, au grand dam de ses occupants : des scientifiques qui semblent vouloir rester extrêmement discrets. Il est décidé que Libellule doit rester séquestré sur le site, et que des agents du laboratoire doivent s'occuper de neutraliser ses proches.
Pendant ce temps, Marcel Blampain a été retrouvé : sous le choc de l'explosion, il avait été frappé d'amnésie partielle, et est resté caché dans les bois, jusqu'au moment où il tomba lors d'un vol de nourriture sur sa propre tombe. Jourdan, ravi de cette nouvelle, l'est moins de la disparition de son adjoint. Après avoir prévenu les autorités, il s'engage lui aussi dans les bois près des falaises. Il tombe alors sur Libellule, qui traverse une clairière sans faire attention à son patron. Celui-ci tente de l'interpeller, mais se voit repoussé par un coup de poing qui le sonne quelques instants ; lorsqu'il reprend ses esprits, il aperçoit un second Libellule près du premier. Les deux Libellule se dirigent l'un vers l'autre et disparaissent dans une violente explosion.
Tout a été filmé par l'équipe du laboratoire ; leur chef demande à ses hommes d'intercepter Jourdan et de le ramener. Un premier gros bras tente sa chance dans la Dino de Gil, mais celui-ci lui fait faire un tonneau et s'apprête à le neutraliser. Deux autres émissaires le stoppent et l'emmènent dans leur DS 21, que Gil manque elle aussi d'envoyer dans le décor, pendant qu'il s'échappe en tombant au bas de la falaise. Tandis que les gendarmes aident les séides à remettre leur voiture sur la route, Jourdan découvre au bas de la falaise une entrée abandonnée du site, qui lui permet de s'y introduire rapidement. Mais pas assez discrètement : rapidement détecté par le système de surveillance, il est pris en chasse par les robots du laboratoire, qui n'ont pas beaucoup plus de chance que leurs comparses humains, jusqu'à ce que le chef du site s'en mêle. Jourdan est donc fait prisonnier, mais a le droit à des explications sur la nature des recherches faite à cet endroit.
Il s'agit de recherche sur l'antimatière. À partir d'un sujet donné, comme le chimpanzé utilisé comme cobaye sous ses yeux, deux copies sont faites et relâchées à chaque extrémité du site. Ces copies, l'une faite en antimatière positive, l'autre en antimatière négative, traversent les obstacles et cherchent à se rejoindre pour se détruire mutuellement au moment de leur contact. Marcel Blampain et Libellule s'étaient tous les deux introduits dans la salle d'expérience automatisée, déclenchant pour le premier l'explosion qui faillit le tuer (provoquée par la rencontre de ses doubles sur le site de désamorçage), et pour le second la rencontre des deux Libellule à laquelle Jourdan a assisté. Ce dernier apprend que l'équipe et son matériel sont financés par un pays « de l'Est ».
À l'extérieur, Crouton, alerté par Jourdan, est venu aux nouvelles. Après s'être fait reconnaître par la gendarmerie, il rencontre les frères Blampain : Marcel, remis de ses émotions, lui décrit ses aventures, notamment l'explosion provoquée par ces deux hommes qui lui ressemblaient trait pour trait. Les gendarmes lui apprennent également l'accident qu'ont eu trois employés du site plus tôt dans la journée. Crouton décide alors d'inspecter ce fameux site, auquel tous les événements semblent lier. Par chance, la voiture de Gil, récupérée par les employés, est encore présente devant l'entrée des installations. Un des gardes ouvre le feu sur les gendarmes, ce qui provoque la colère de son patron et la mobilisation des autorités. L'ensemble du site doit être évacué, Gil étant emmené avec eux pour garantir leur sécurité. Ils ont l'intention de partir en sous-marin, via un port souterrain. Mais Jourdan fait sauter le système électrique, bloquant l'ouverture de la sortie ; pris au piège, tous les agents se rendent, et Libellule et Jourdan sont libérés.

### Personnages
- Gil Jourdan
- Libellule
- Crouton
- Les frères Blampain

### Voitures remarquées
- Fiat Dino Coupé[1] (première version à moteur deux litres), voiture de Gil Jourdan
- Citroën DS 21

## Publication

### Revues
Les planches de Gil Jourdan et les Fantômes furent publiées dans l'hebdomadaire Spirou entre le 20 mai et le 16 septembre 1971 (n°1727 à 1744).

### Album
La première édition de cet album fut publiée aux Éditions Dupuis en 1972 (dépôt légal 01/1972) et a fait l'objet la même année d'un version à couverture souple offerte par La Redoute. On retrouve cette histoire dans Duo pour un héros, le tome 5 de la série Tout Gil Jourdan (Dupuis - 1987), ainsi que dans le tome 4 de la série Gil Jourdan - L'intégrale (Dupuis - 2010).